# Penaincisalia caudata
Penaincisalia caudata är en fjärilsart som beskrevs av Johnson 1990. Penaincisalia caudata ingår i släktet Penaincisalia och familjen juvelvingar. Inga underarter finns listade i Catalogue of Life.